# Thermes de Chassenon
Les thermes de Chassenon, anciennement nommés « thermes de Longeas » à Chassenon en Charente limousine (département de la Charente) au bord de la via Agrippa, sont parmi les mieux conservés du monde gallo-romain. Ils font partie de la ville antique de Cassinomagus, au sein d'un ensemble monumental, un vaste sanctuaire composé des thermes, d'un théâtre et d'un temple. Ce sont des thermes doubles, à fonction hygiénique et curative construits sur deux niveaux et presque 1,5 ha.

## Histoire
La région de Chassenon était occupée par les Lémovices, un peuple de la Gaule celtique. Ils étaient établis dans la Gaule aquitaine, une des trois provinces romaines (avec la Belgique et la Lyonnaise) créées par l'empereur Auguste en 27 av. notre ère. Ils avaient pour capitale Augustoritum, l'actuelle Limoges. La cité de Cassinomagus se situait à la frontière occidentale des Lémovices, proche des Pictons (dont la capitale était Poitiers), des Santons (Saintes) et des Pétrocores (Périgueux).

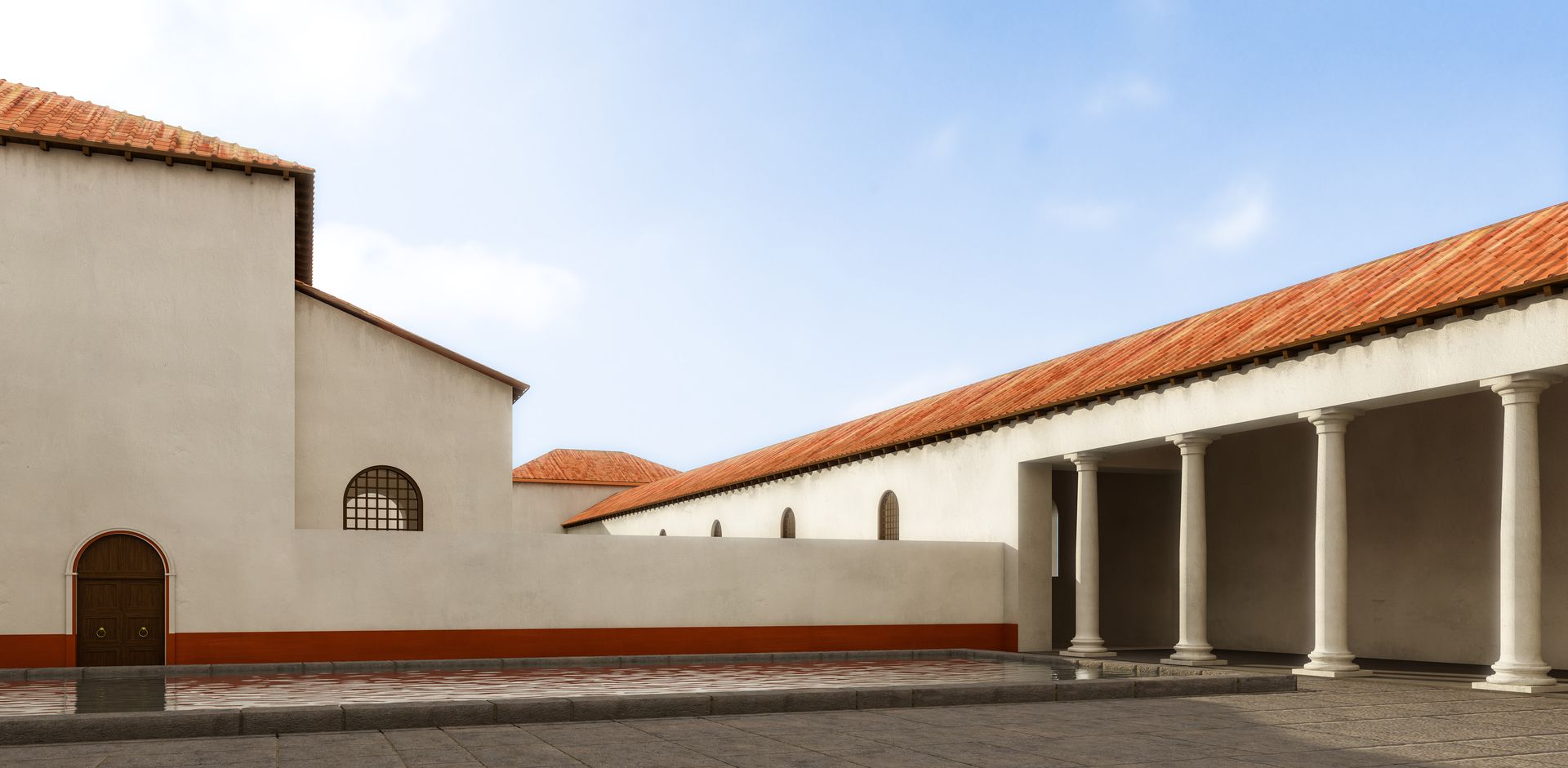
Reconstitution 3D de la palestre nord des thermes.

La construction des thermes s'étale sur environ 90 ans, débutant vers l'année 90 (Haut-Empire) et se terminant vers l'année 180.  Le visiteur peut donc voir actuellement les vestiges de l'édifice tel qu'il devait être à la fin du IIe siècle ou au IIIe siècle.
Un incendie cause leur destruction à la fin du IIIe siècle (incendie que l'on pense accidentel en l'absence de conflits à cette période). Le site aurait ensuite été reconstruit au IVe siècle, continuant sa fonction première malgré une perte de son faste d'antan, une partie des hypocaustes ayant été laissés détruits, et les planchers en bois remplacés par des surfaces moins coûteuses (terre, sable).
Vers le début du Ve siècle, le visage des thermes change : l'édifice est réutilisé jusqu'au VIe siècle comme habitat rural. Cet abandon peu avant le milieu du Ve siècle marque la fin de l'histoire du bâtiment et son ensevelissement progressif jusqu'à nos jours. 
Les thermes de Chassenon sont classés monument historique et sont la propriété du département de la Charente. De nouvelles fouilles ont eu lieu de 1958 à 1988, période de dégagement du site, puis ont repris en 1995. 
Ces dernières fouilles, encore en cours, ont permis d'approfondir la connaissance des thermes et de préciser leur rôle et leur environnement. C'est ainsi qu'ont pu être découverts, au sein de l'ensemble monumental, un grand temple octogonal, dit de Montélu, un théâtre, la présence d'un aqueduc et de tout un réseau d'alimentation en eau.
Ces thermes doubles monumentaux sont maintenant visitables de mars à novembre, et toute l'année pour les groupes avec réservation.

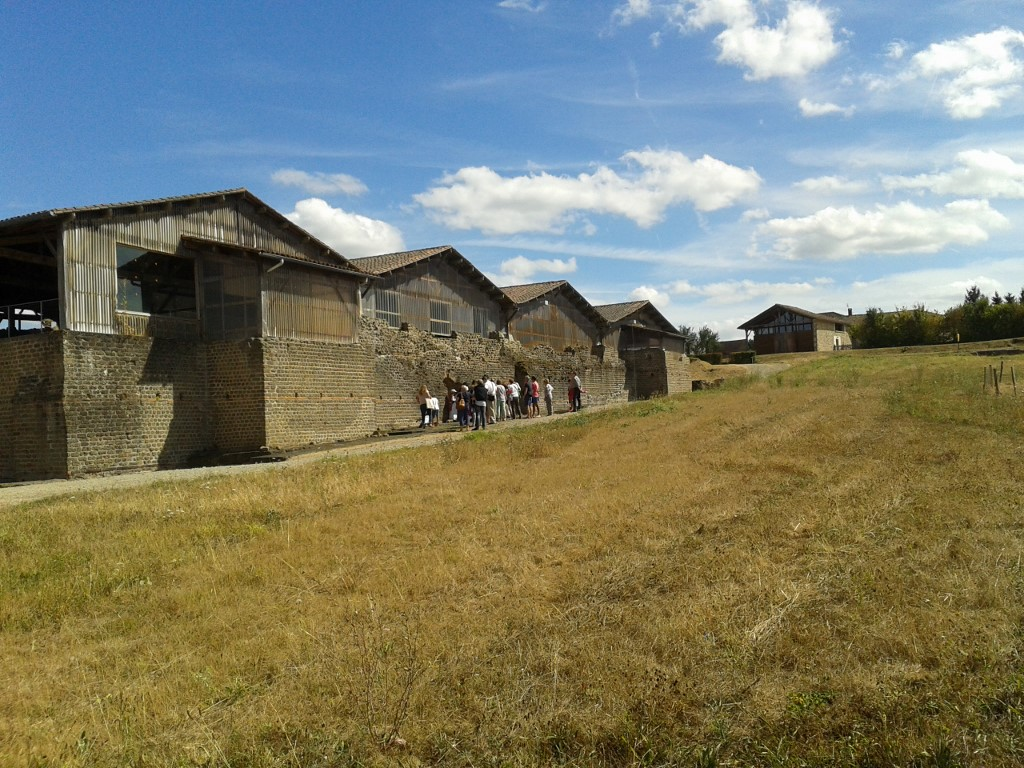
Vue des thermes depuis le Nord-Ouest.
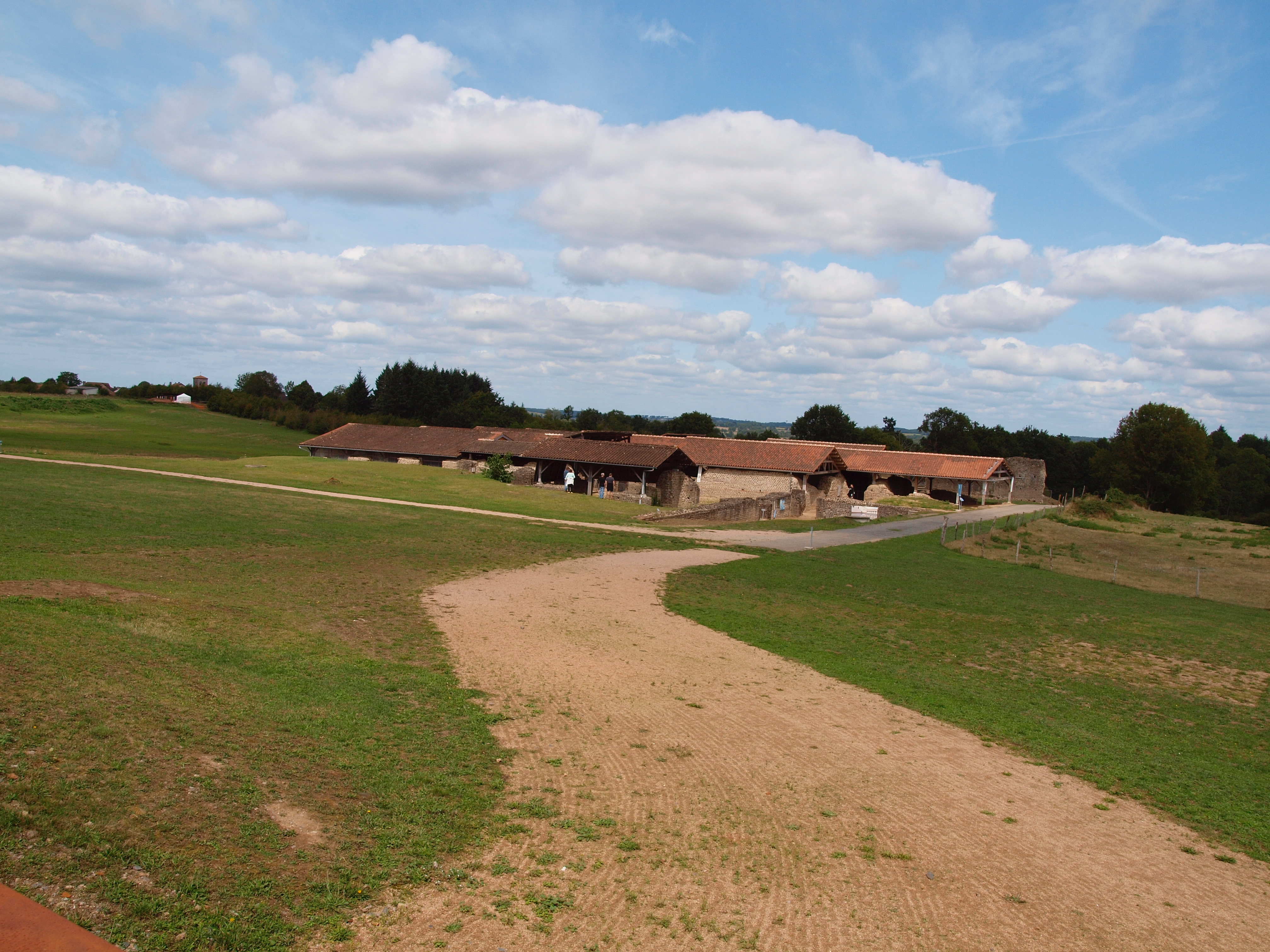
Vue générale des thermes depuis le Sud-Est.
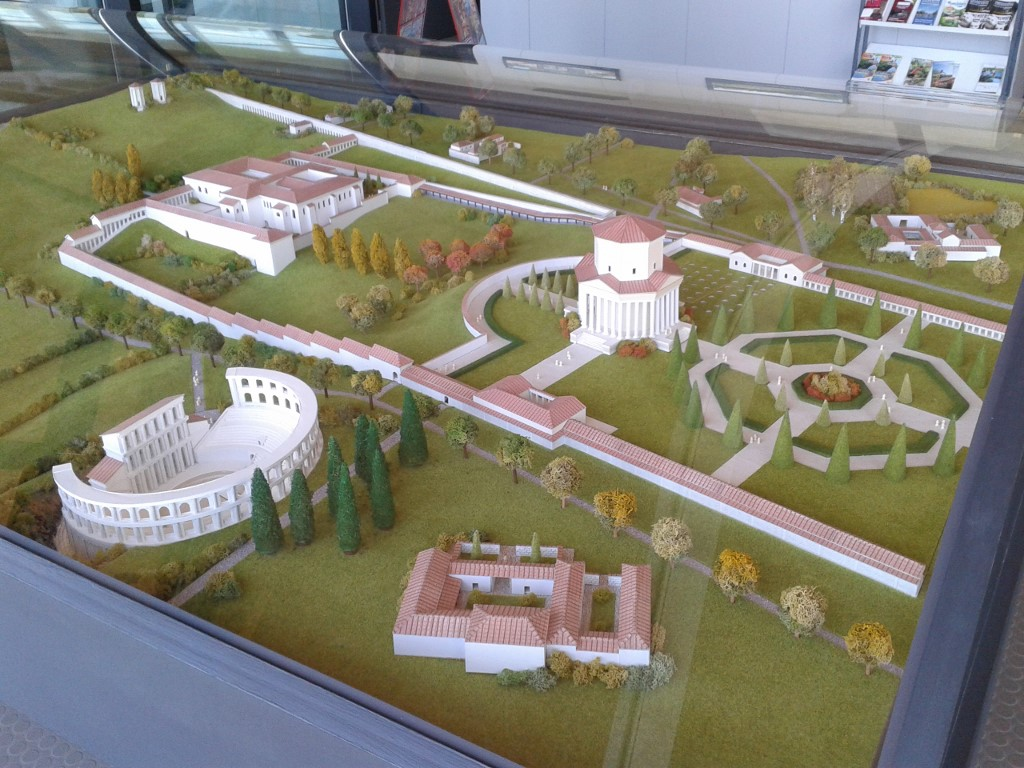
Maquette de l'ensemble monumental de Cassinomagus.

## Les bâtiments

### Plan d'ensemble
Les thermes, d'après les dernières prospections géophysiques, couvrent une surface carrée de 120 m de côté dont seuls environ deux tiers sont à l'heure actuelle dégagés. L'accès en était possible directement depuis la Via Agrippa en arrivant à Cassinomagus.

### Le rez-de-chaussée
Cette partie était le niveau technique, réservé au personnel. On y trouvait une série de pièces dévolues à l'entretien des thermes :
- Une vaste galerie au Nord-Est, dont la fonction reste actuellement incertaine.
- La cour Nord permet de desservir et entretenir les latrines, dans le coin supérieur gauche, ainsi que le réseau d'égouts.
- De cette cour Nord, un passage vouté permettait d'accéder à la première cour de chauffe ainsi qu'à plusieurs foyers.
- Depuis cette cour de chauffe, un passage voûté desservait les "salles cendrier" qui ont probablement servi à stocker la cendre des fours, d'où leur nom.
- Enfin ce passage amenait dans la cour de chauffe sud, desservant également plusieurs fours (praefurnium).

Le terrain, construit en pente, a dû être aménagé par l'ajout d'un certain nombre de salles voutées au même niveau pour que l'étage des curistes puisse être tout à fait droit. Le personnel n'entrait pas dans ces salles pendant les périodes d'utilisation par les usagers.
Les fours des cours de chauffe fonctionnaient grâce à des feux mis en place sous des chaudières en bronze qui permettaient de chauffer l'eau ainsi que l'air passant sous les salles. Ce dispositif était alimenté par du bois local.
Les hypocaustes sont à canaux rayonnants, avec ancrage mural des tubuli.

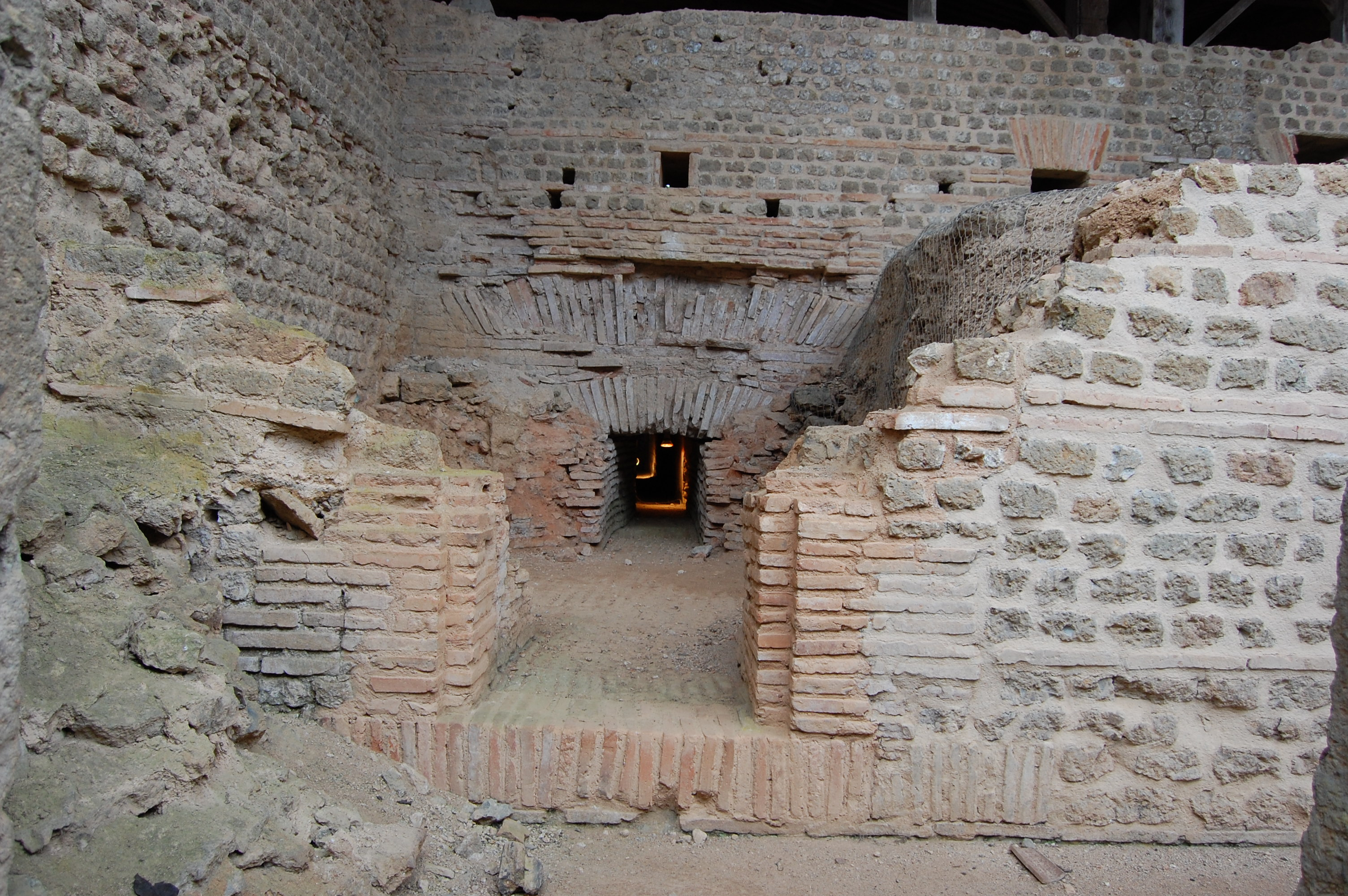
Fours de chauffe.
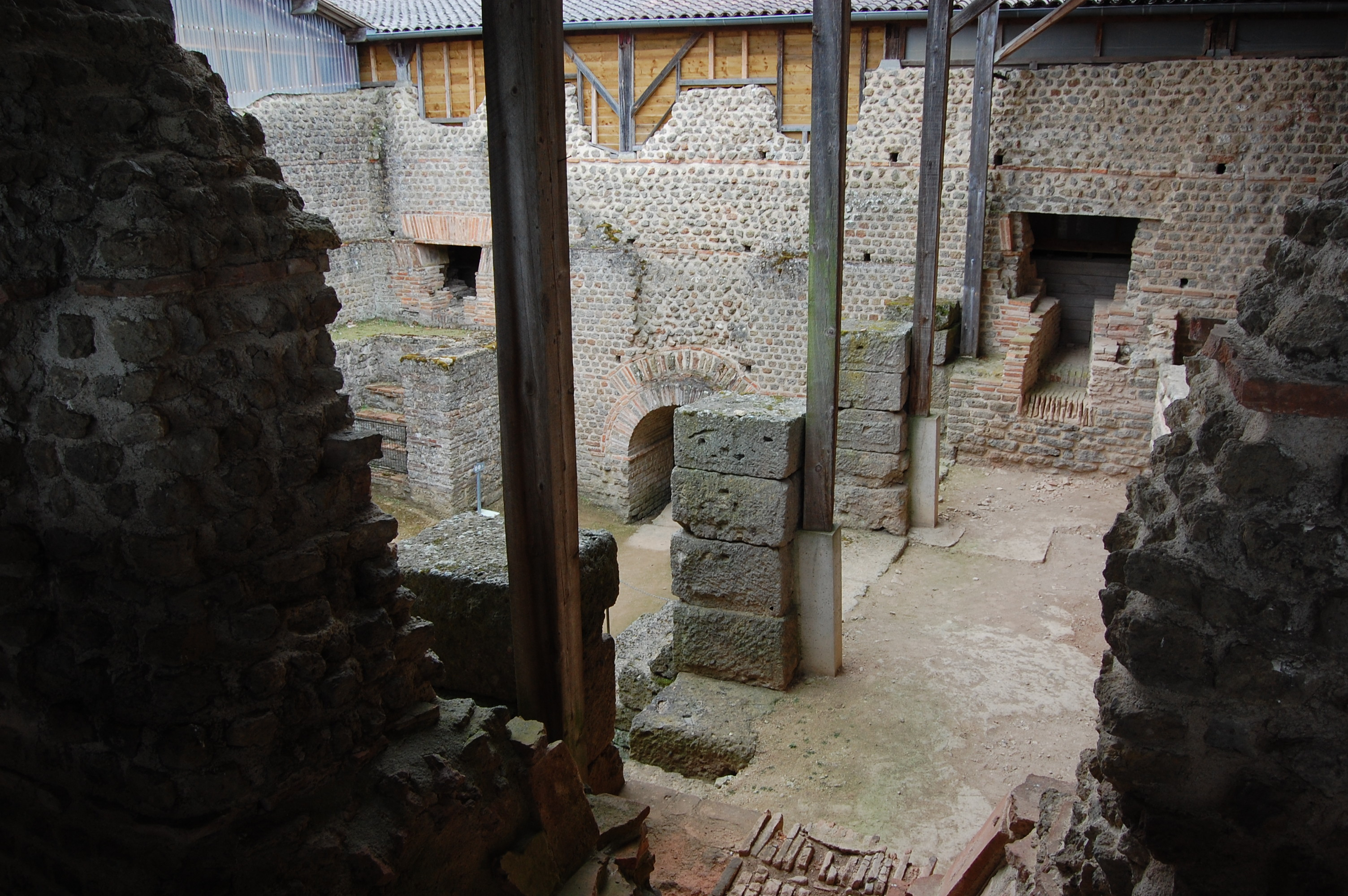
Ensemble de fours dans la cour de chauffe nord.
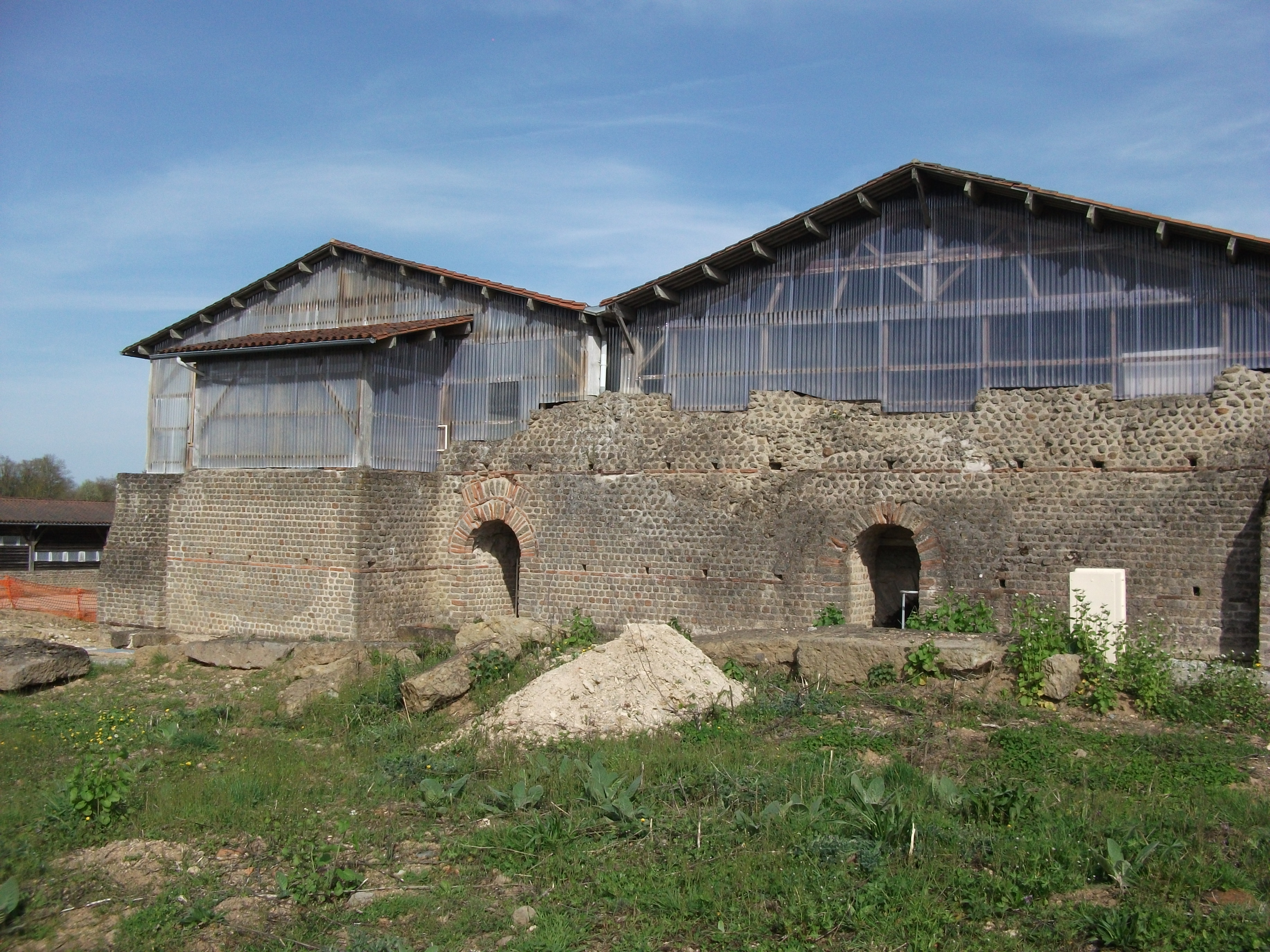
Élévation Ouest.
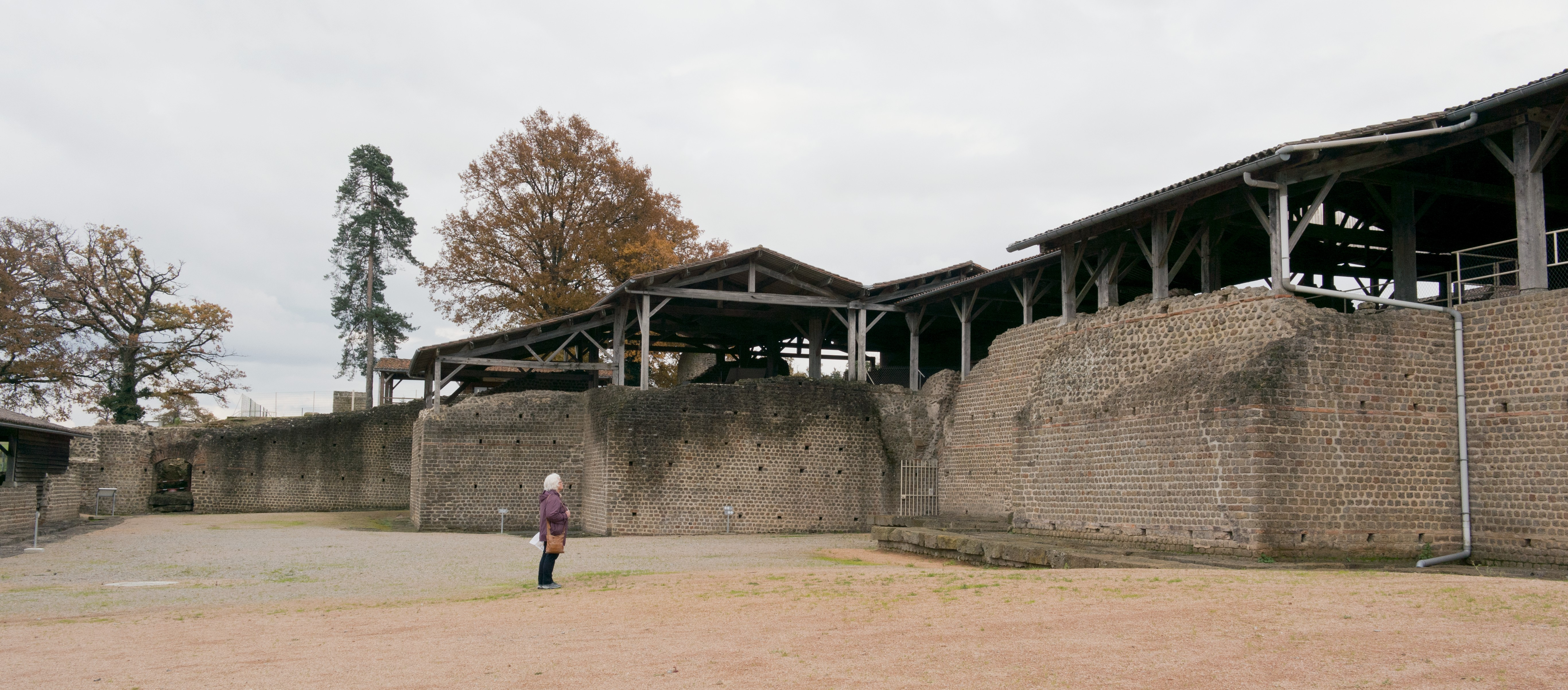
Cour de service nord.
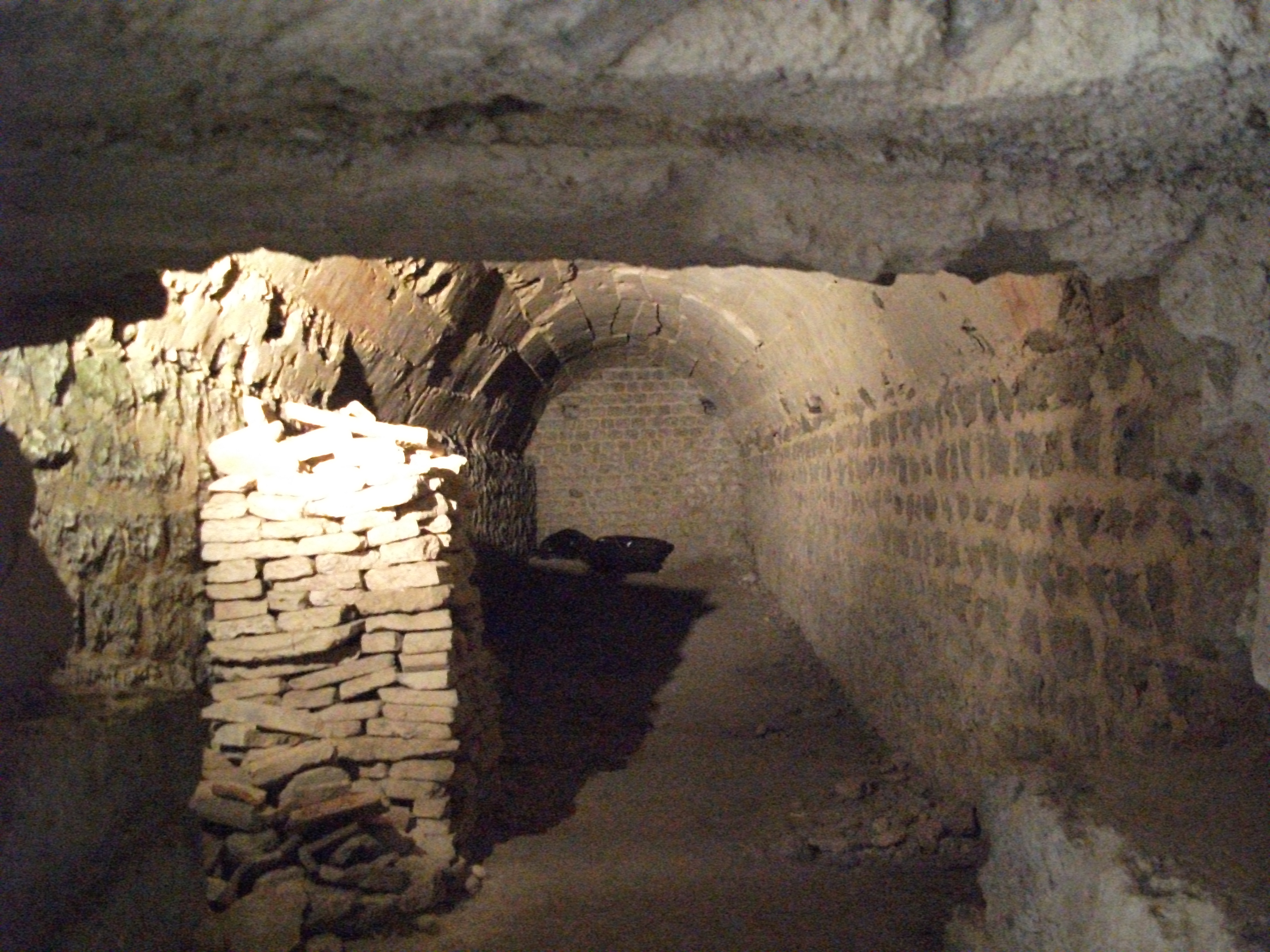
Salle voûtée des fondations des thermes.

### L'étage
C'est le lieu des parcours des baigneurs et des curistes. Il présente l'architecture symétrique des thermes doubles impériaux, avec dédoublement des palestres, des gymnases, des frigidaria et des salles chauffées et avec un parcours du centre vers la périphérie.

#### Circuit balnéaire des baigneurs

Plan du niveau des usagers
(d'après Brethenoux).

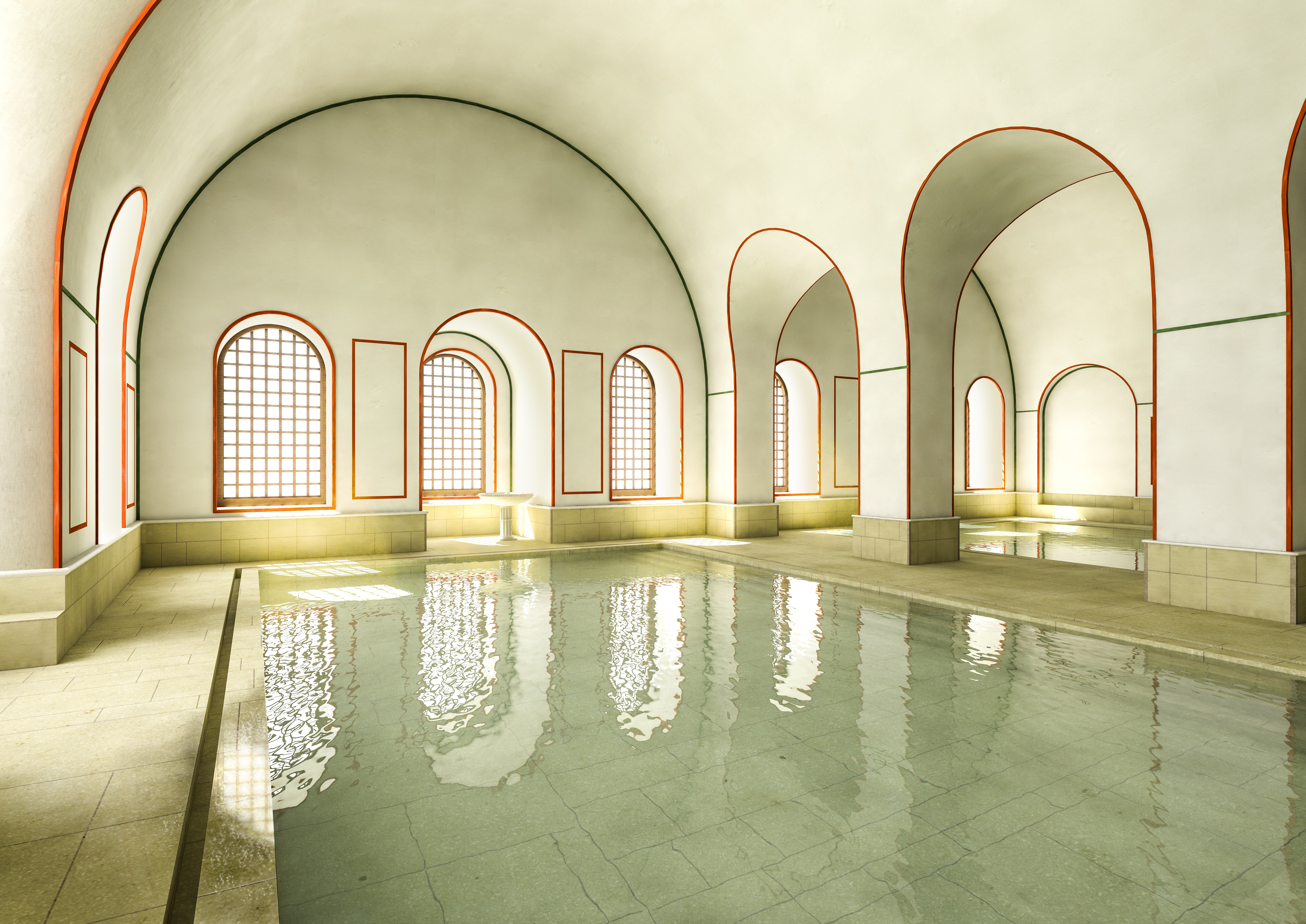
Reconstitution 3D de la salle des piscines.

C'est le circuit Nord, avec circuit court pour les sportifs par passage dans le grand gymnase au plancher de chêne, puis en petite salle de nettoyage et d'onction pour ensuite soit rejoindre les autres au tepidarium d'entrée, salle tiède de 230 m2 située au centre des thermes, soit passer directement au frigidarium. 
Les non-sportifs traversaient le gymnase pour entrer dans une petite salle chaude, passer au tepidarium d'entrée, puis à l'étuve sèche, ensuite à l'étuve humide, au tepidarium de sortie et rejoindre le frigidarium. Ils pouvaient alors nager dans un petit bassin ou dans la grande piscine extérieure.

#### Circuit balnéaire des curistes
C'est le circuit sud qui s'effectuait en tournant vers la gauche avec aussi passage par la petite salle chaude, le tepidarium d'entrée, puis les piscines d'eau chaudes d'1,25 m de profondeur et ensuite passaient dans le frigidarium des curistes et éventuellement dans leur piscine couverte.

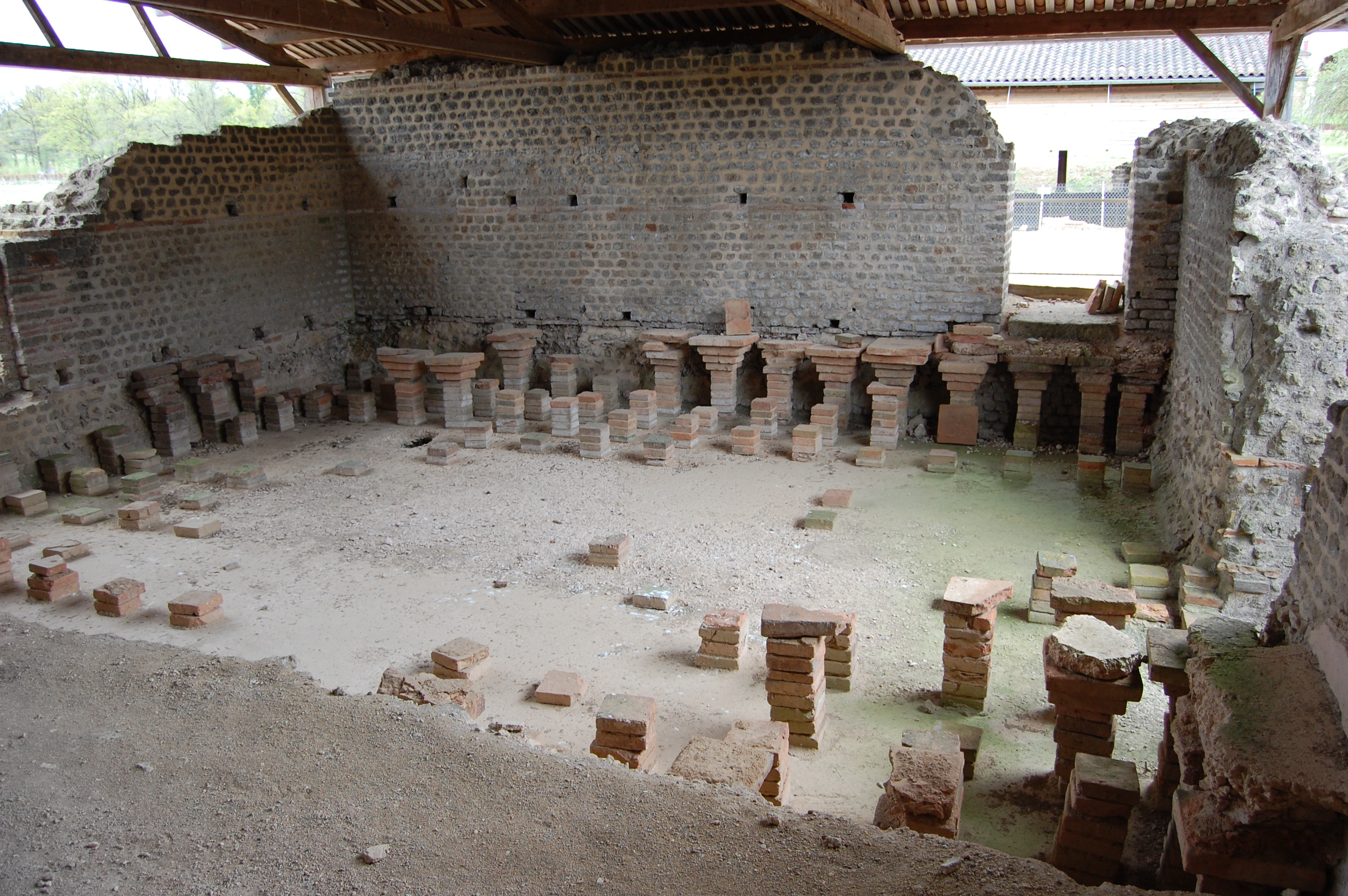
Système d'hypocauste.
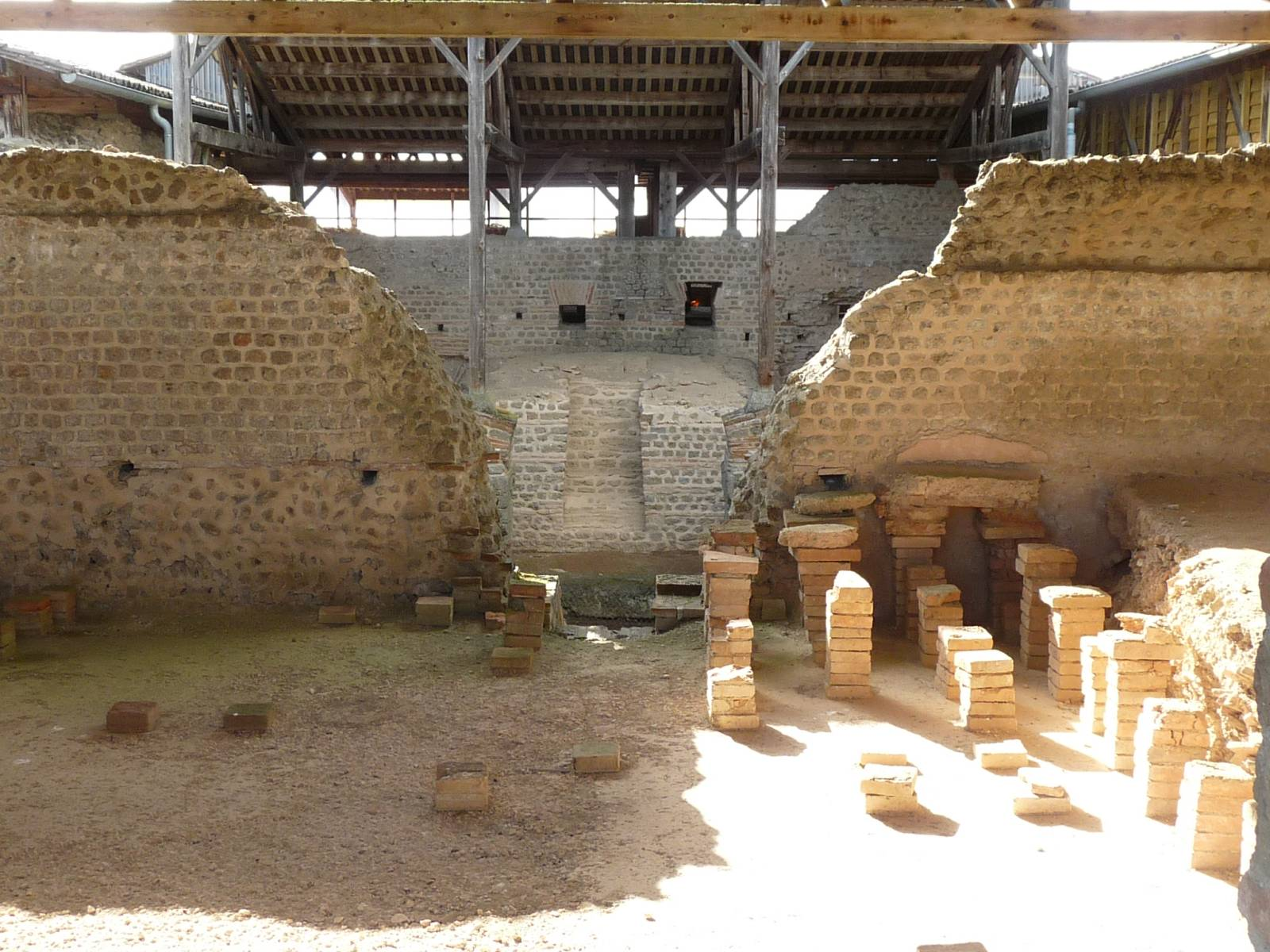
Fours et pilettes d'hypocaustes.

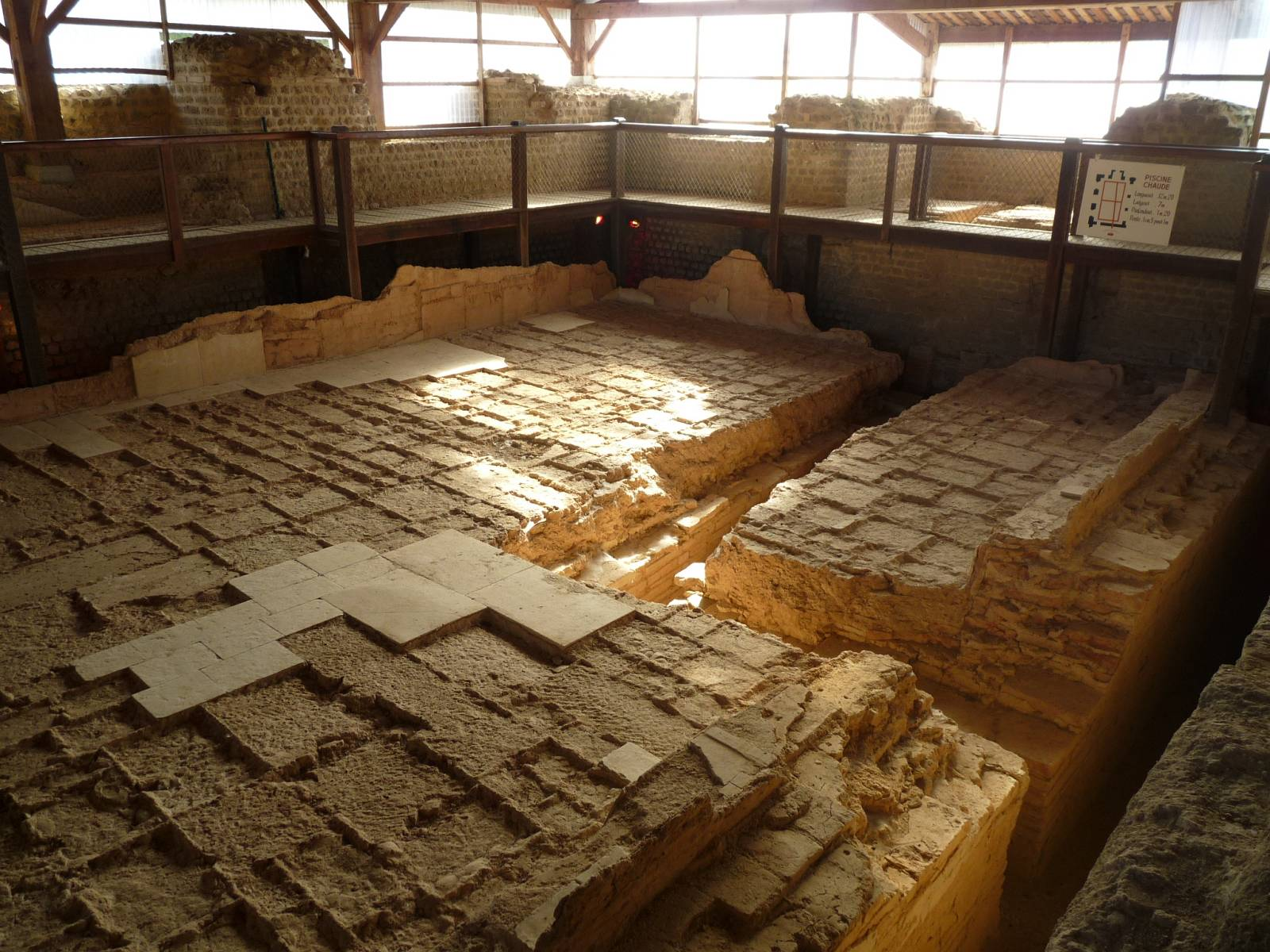
Première piscine chaude à l'ouest…
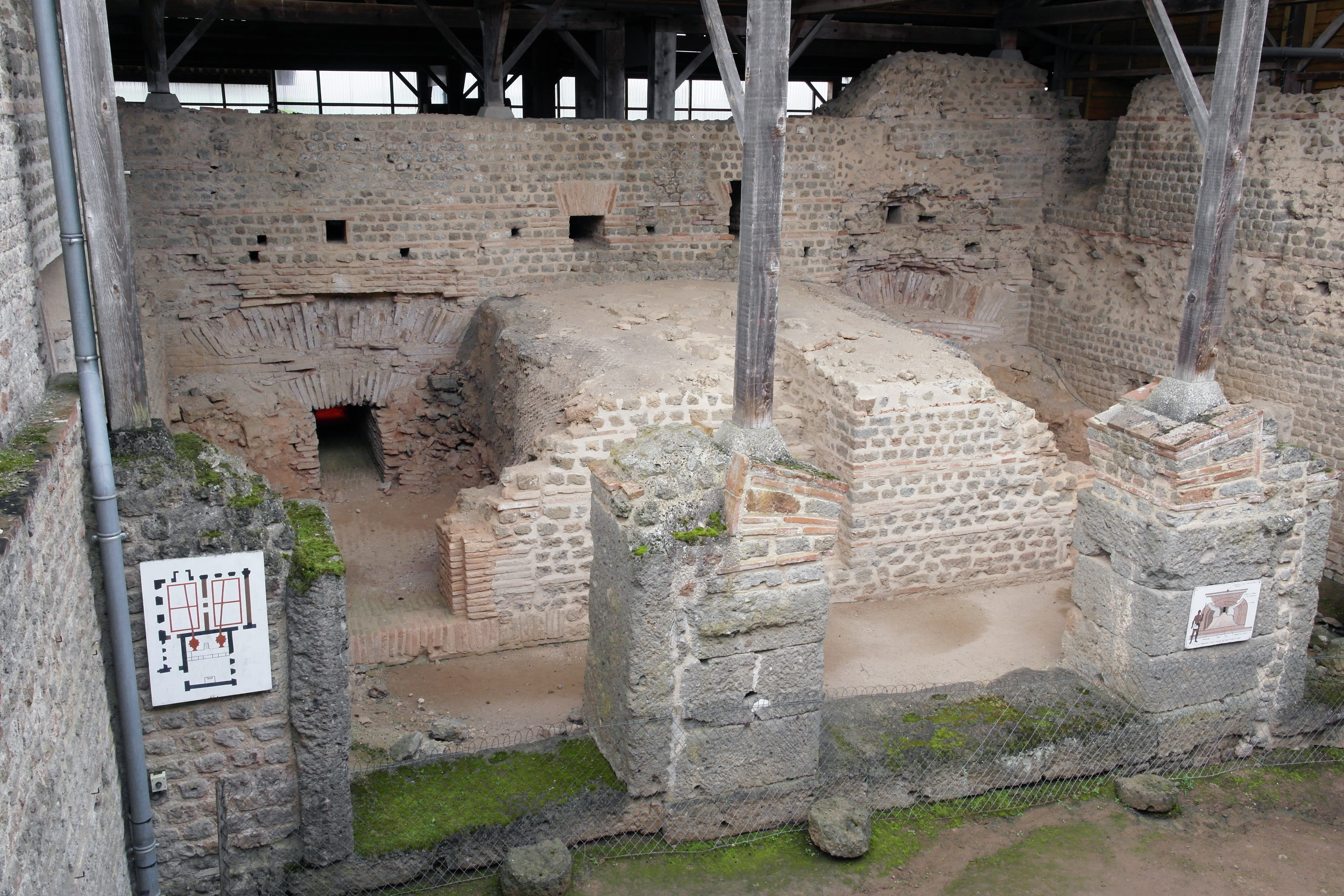
… et le four qui la chauffe.
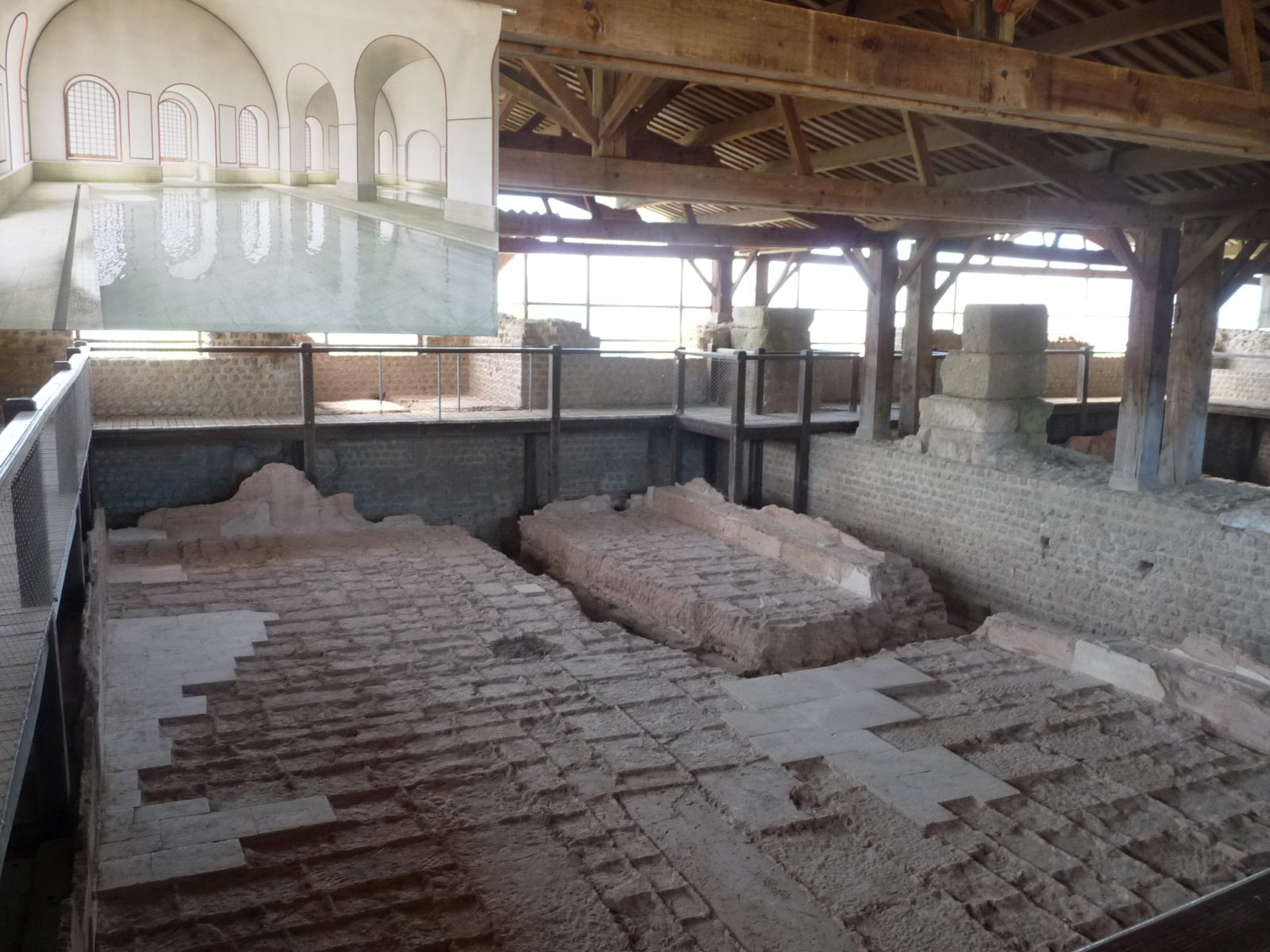
La même piscine avec vue 3D.

#### Autres constructions
Les thermes sont encadrés au nord et au sud par deux galeries de 50 m de long, au plancher en frêne ; ces galeries se prolongent sur le côté est jusqu'au parvis de l'entrée.
À l'extérieur se trouvaient deux piscines et deux palestres servant de solarium : un pour chacun des circuits, celui des curistes et celui des baigneurs.

#### Décor et matériau
Les sols des piscines sont en calcaire ou en marbre, de nombreuses salles ont des planchers.
Les matériaux de construction sont des pierres calcaires et des pierres impactiques assemblées au mortier. Ces pierres impactiques, d'une grande variété de couleur et de texture, qui se taillent avec facilité et possèdent des qualités de résistance à la température et au gel ont été créées par le choc d'impact météoritique ayant formé l'astroblème de Rochechouart-Chassenon.
Les carrières d'extraction de l'impactite sont encore visibles de nos jours au sud du hameau de Longeas. Les plaques de calcaire dur utilisé pour les revêtements muraux et les dalles des sols, proviendraient de Charente ; le granite viendrait de la Haute-Vienne.

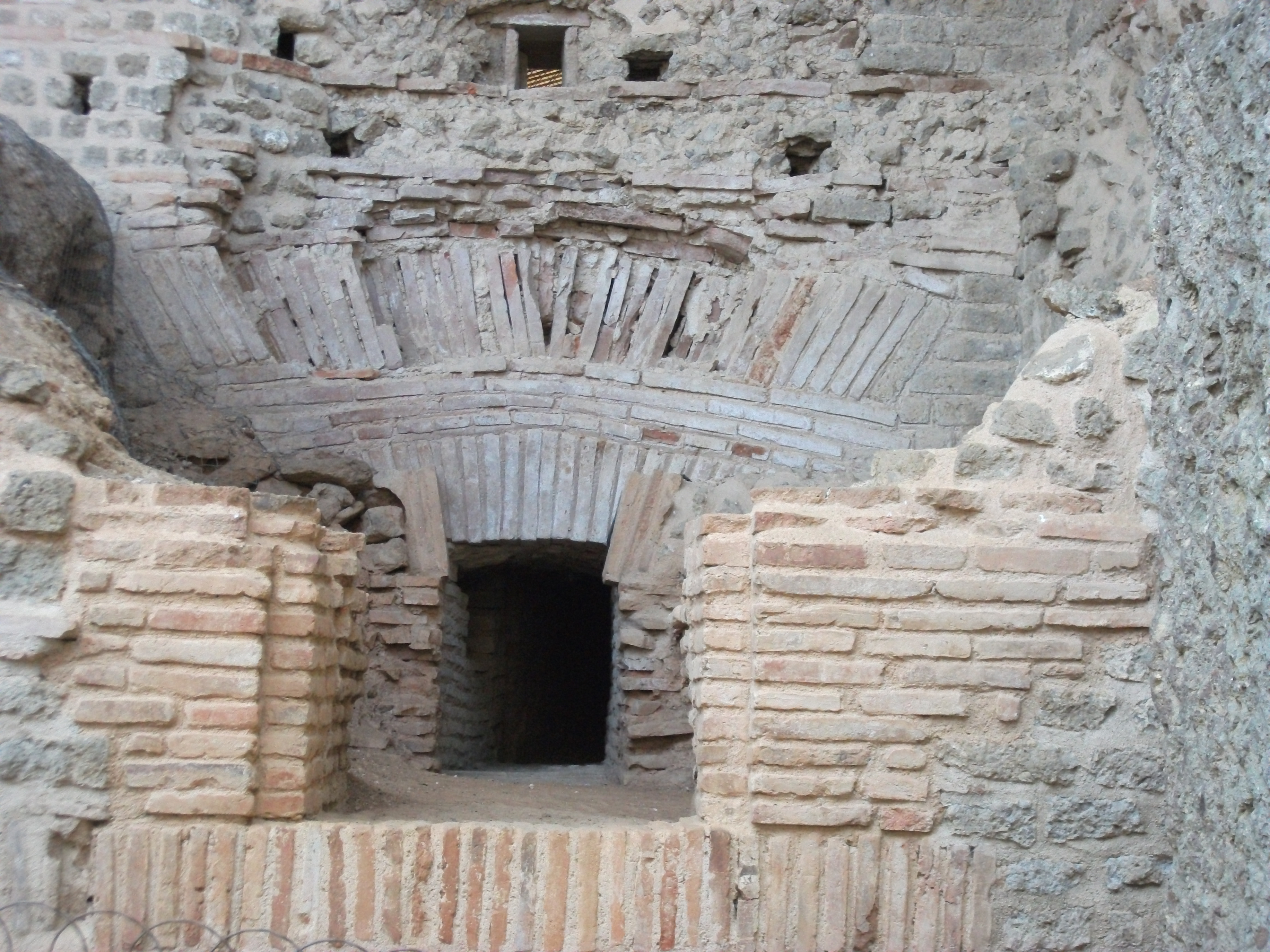
Conduit de chauffe.
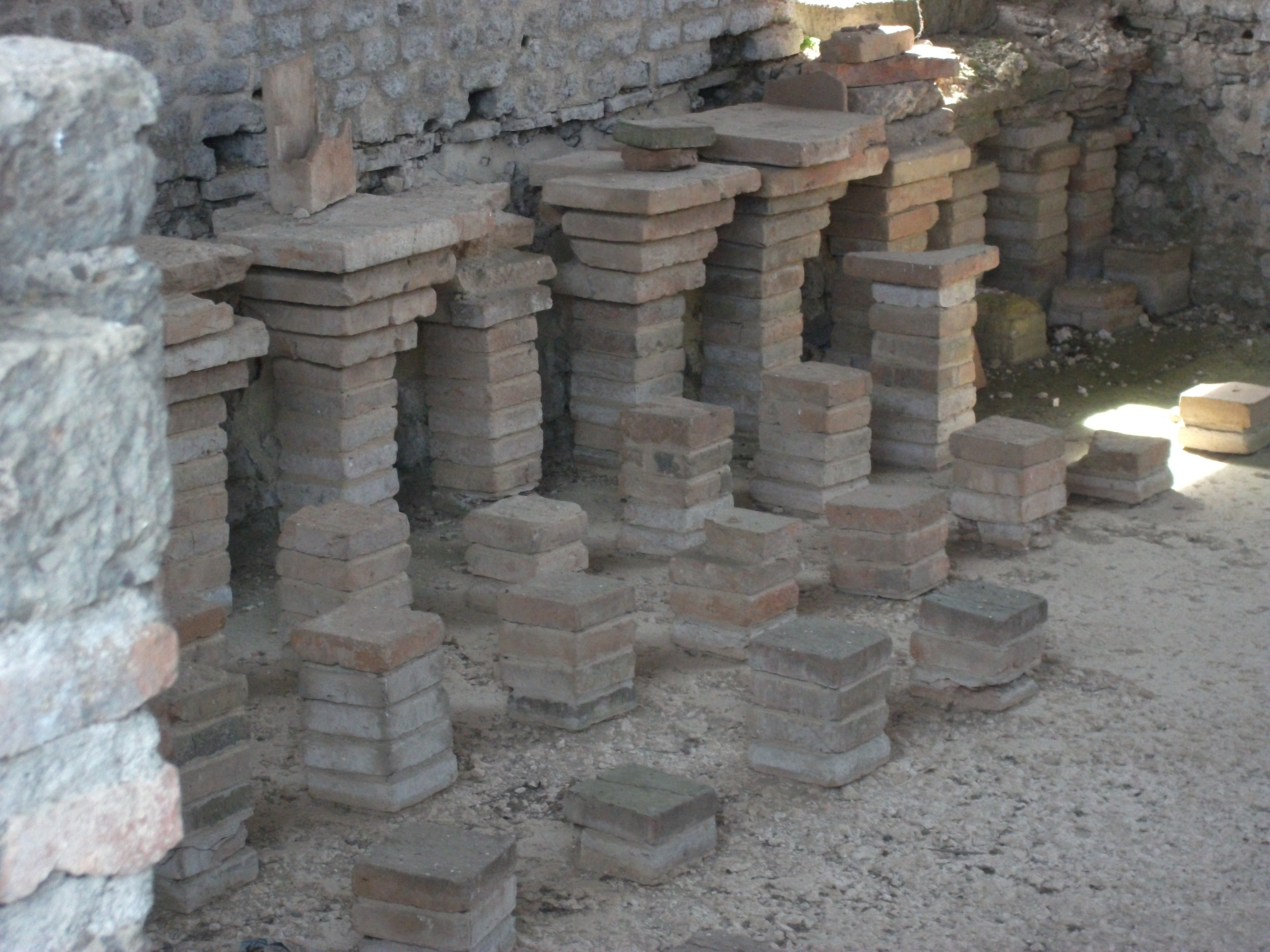
Piles d'un hypocauste.
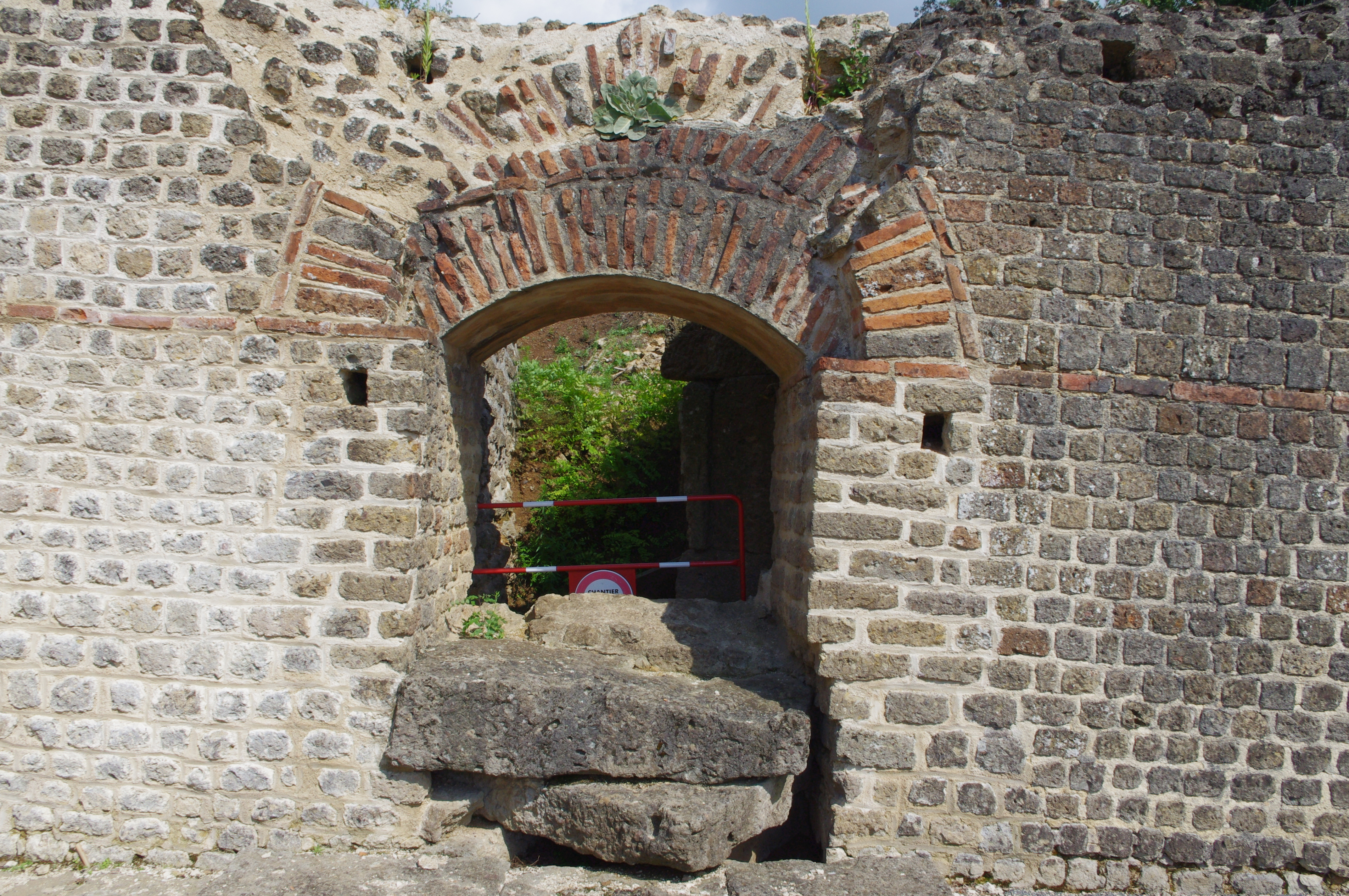
Baie.

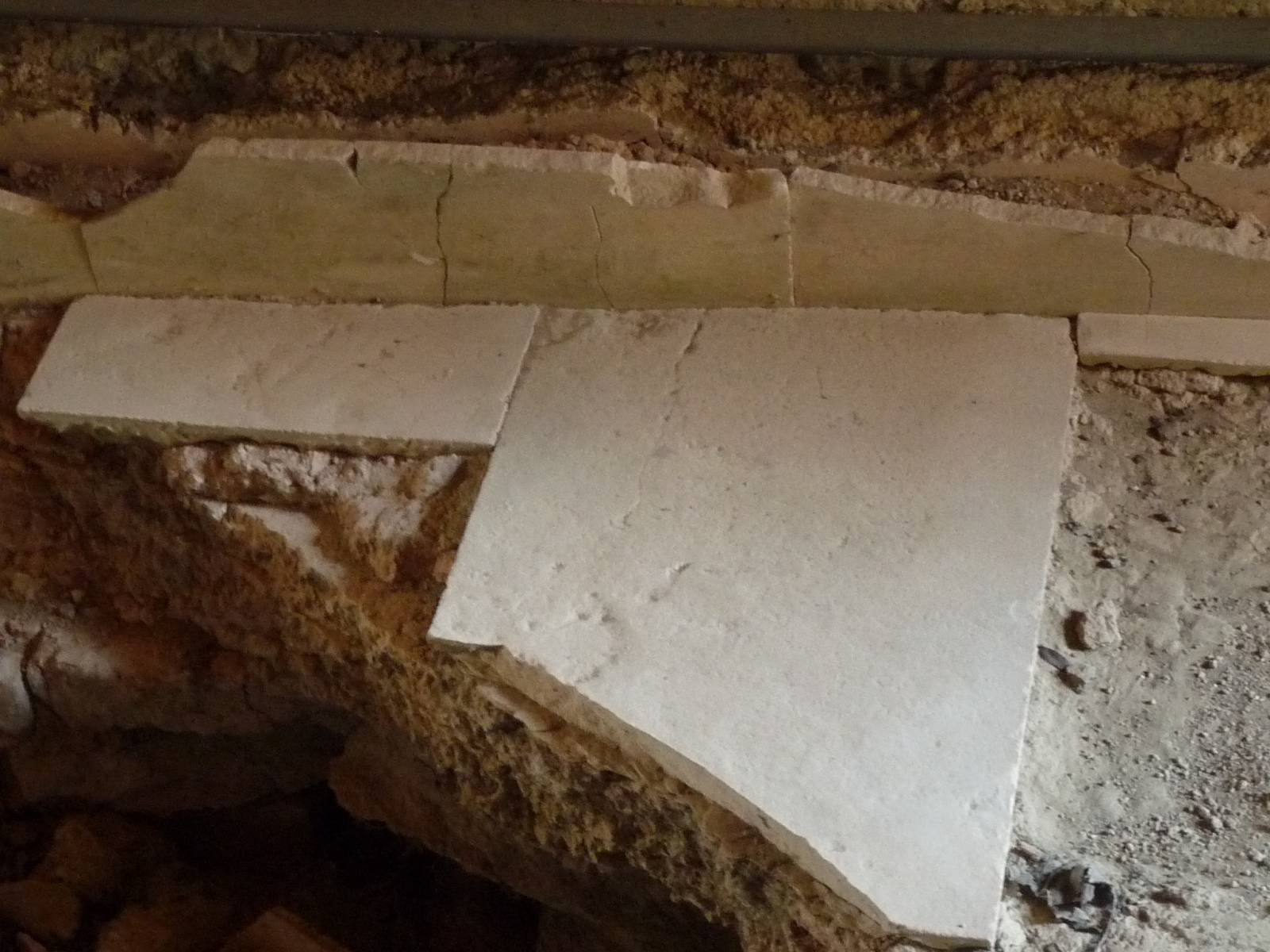
Dalles de calcaire d'une des piscines.
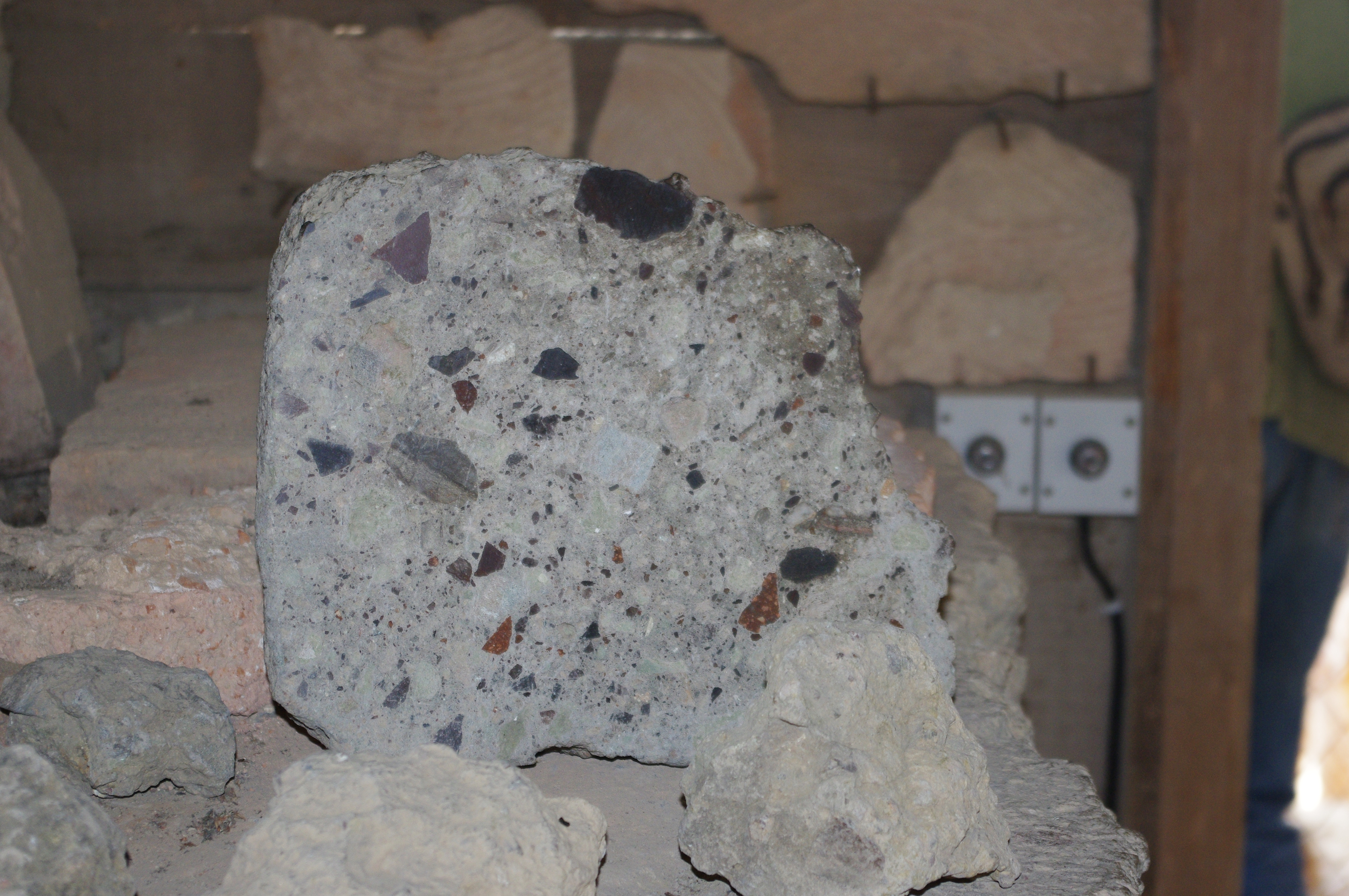
Brèche ou impactite, pierre de construction de ces thermes.

## Circuit de l'eau
Ces thermes nécessitaient au moins 629 m3 d'eau dans l'ensemble du circuit pour fonctionner,[réf. incomplète].[réf. nécessaire]
L'évacuation des eaux usées se faisait par trois circuits distincts, un circuit périphérique qui collectait les eaux pluviales (toitures et ruissellement), un circuit souterrain qui recevait les eaux usées provenant de la vidange des bassins et un égout de sortie de nettoyage des latrines effectué à partir des circuits précédents envoyés dans les latrines par un système de vannes.

## Actuellement

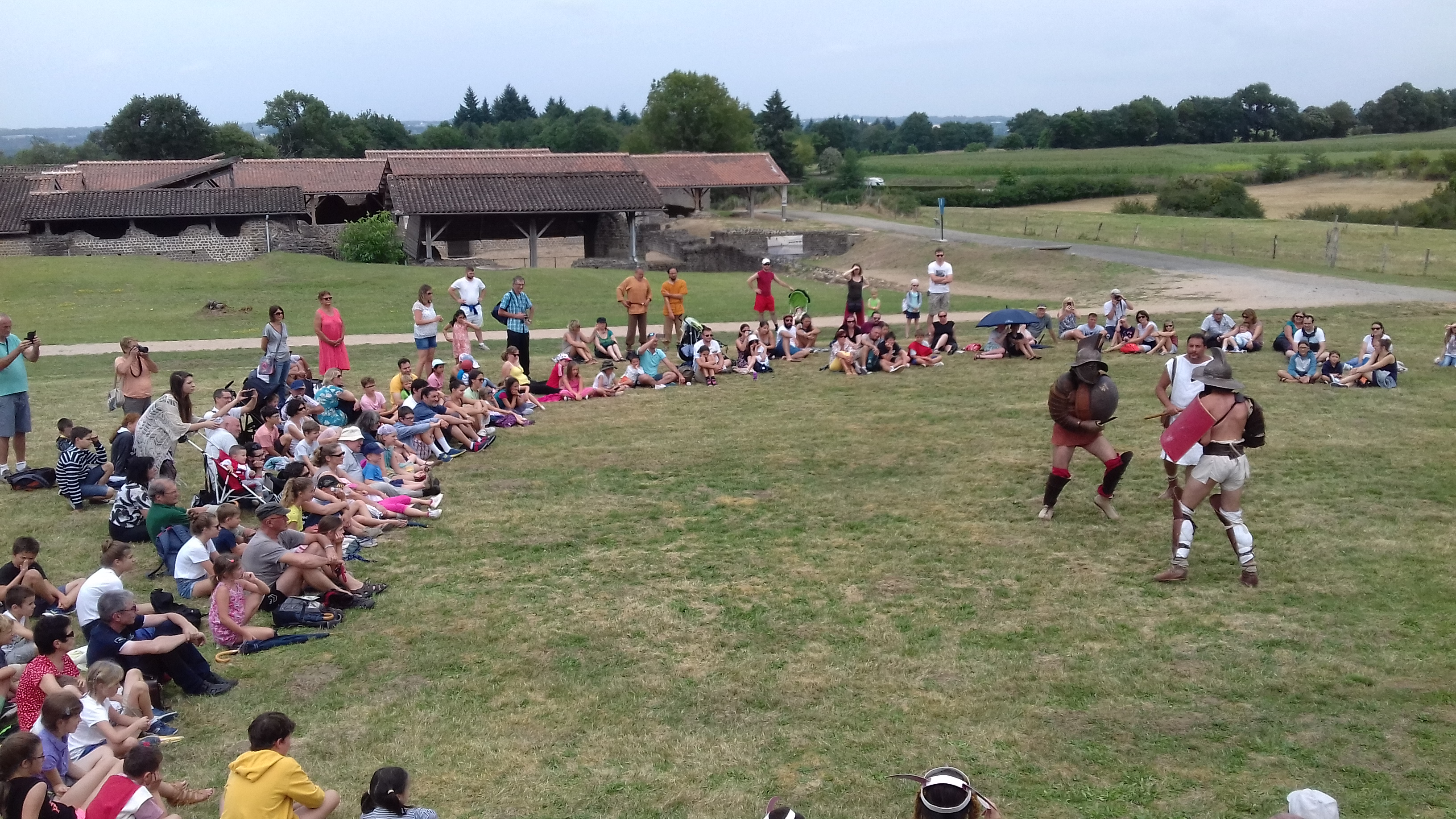
Spectacle de reconstitution historique.

### Visites
Les thermes de Chassenon et l'ensemble du parc archéologique sont visitables en visites guidées ou avec un audioguide fourni à l'entrée. La barre des 20 000 personnes par an est atteinte en 2010,.

### Développement touristique
Dans les années 2010, plusieurs tranches de travaux sont prévues. La première tranche concerne les aménagements extérieurs : bâtiment d'accueil, jardins antiques, cheminements extérieurs, parkings ; elle est terminée en 2012 ou 2013.
La deuxième tranche inclut le remplacement des toitures qui protègent les ruines des thermes, par un grand dôme translucide en velum de 10 000 m2, et la réalisation d'une grande passerelle reliant le pavillon d'accueil à l'édifice thermal, pour un coût total de 9 M€. Prévu pour commencer fin 2013, ce projet est d'abord retardé d'un an pour des raisons budgétaires dues au désengagement de l'État. Puis, le 13 avril 2015, le conseil départemental refuse ce projet jugé trop onéreux, émis par la majorité précédente.

### Recherches
Le conseil général de la Charente a acquis les terrains alentour et des fouilles sont prévues pour retrouver l'ensemble de la palestre et des aqueducs. Les zones des temples et du théâtre ont été sondées mais leur mise au jour n'est pas d'actualité.
En 2003, le projet TherMoNat (« les THERmes dans leur environnement MOnumental et NATurel ») est initié. Le champ des recherches s'élargit au-delà des thermes eux-mêmes : des équipes pluridisciplinaires travaillent sur leurs relations avec leur environnement. La question de l'eau est notamment étudiée : acheminement, distribution, répartition et évacuation.
De 1995 à 2014, les fouilles des thermes sont coordonnées successivement par :
- David Hourcade : 1995-1999, 2003, 2005-2006, 2009-2010, 2012
- Stéphane Lebreton : 2000
- Gabriel Rocque : 2009-2010
- Sandra Sicard : 2014[15]

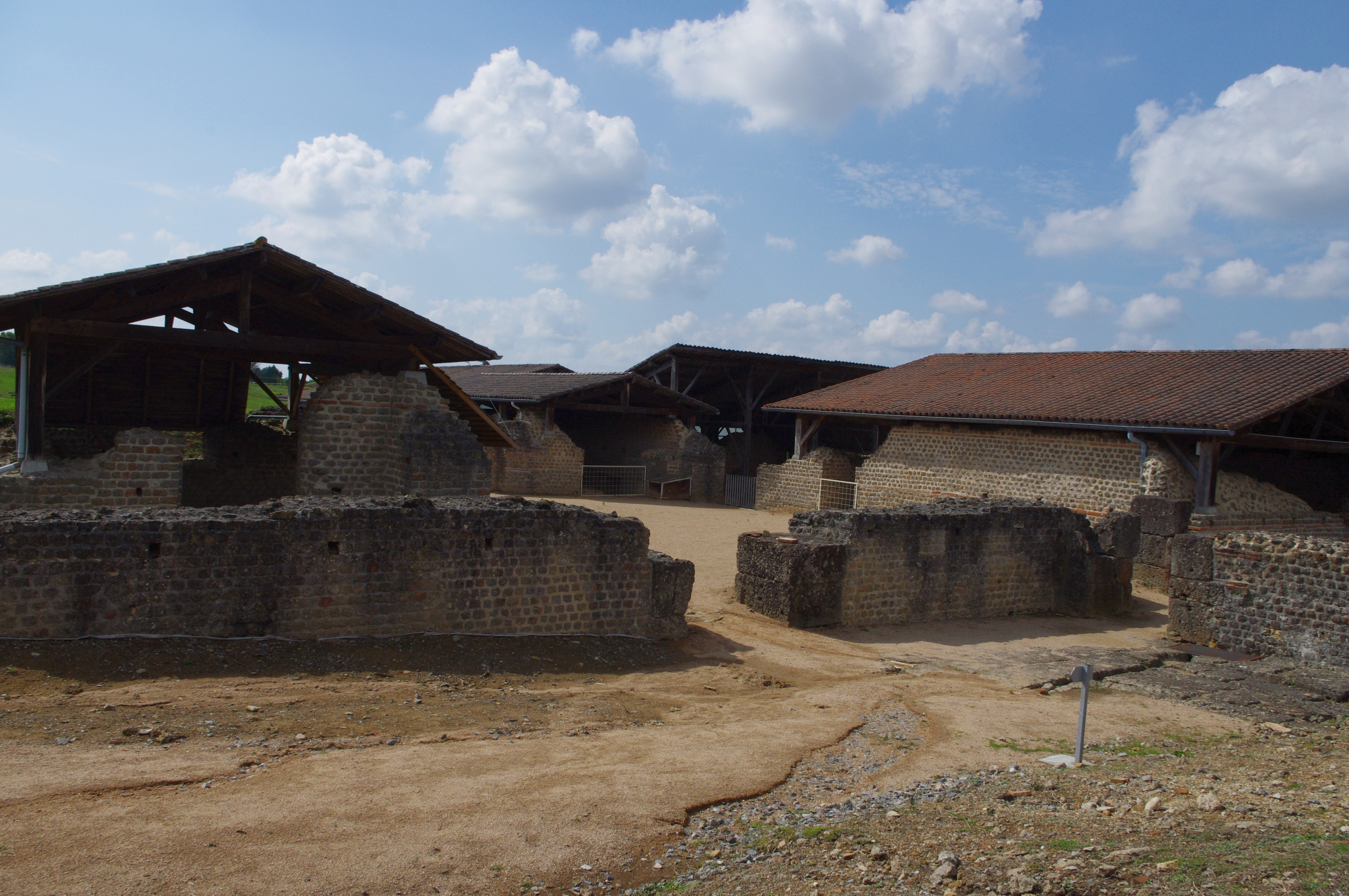
Entrée sud-est des thermes.
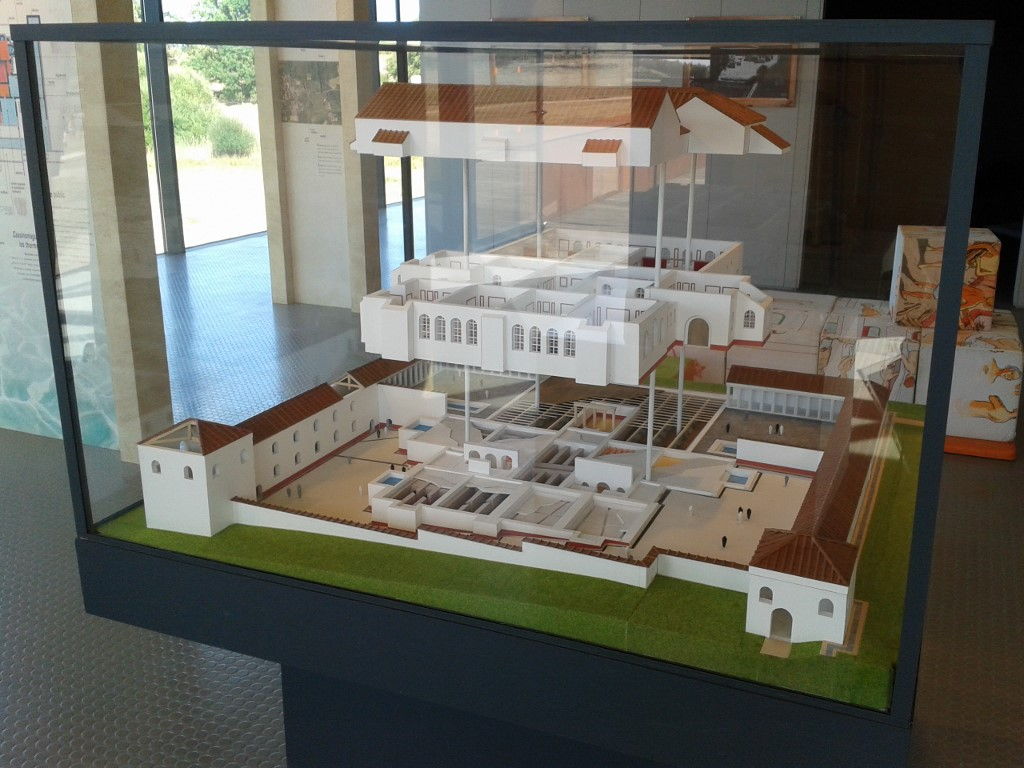
Maquette en coupe des thermes.
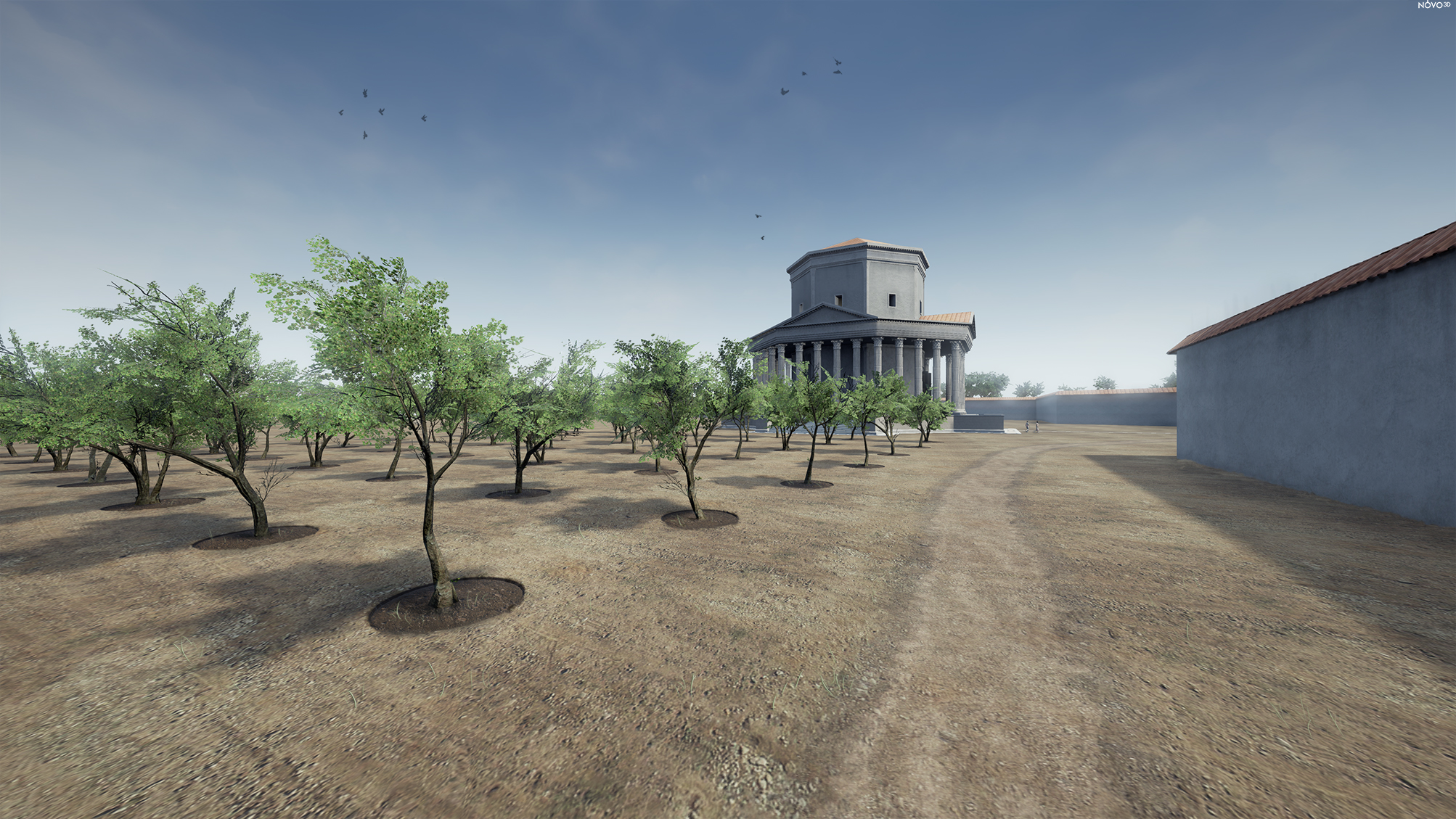
Reconstitution 3D du temple du complexe.